# Зотина (Свердловская область)
Зотина — деревня в Талицком городском округе Свердловской области России.

## Географическое положение
Деревня Зотина находится на расстоянии 4 километров (по дороге в 5 километрах) к западу-северо-западу от города Талицы, на правом берегу реки Пышмы, напротив устья реки Юрмыча.

## Население
| 2002 | 2010 |
| ---- | ---- |
| 0    | →0   |